# Barnet, England
Barnet är en ort i Storbritannien.   Den ligger i grevskapet Greater London och riksdelen England, i den södra delen av landet, 17 km norr om huvudstaden London. Barnet ligger 117 meter över havet och antalet invånare är 30 000.
Terrängen runt Barnet är huvudsakligen platt. Barnet ligger uppe på en höjd. Runt Barnet är det mycket tätbefolkat, med 9 300 invånare per kvadratkilometer. Närmaste större samhälle är City of London, 17,0 km söder om Barnet. Runt Barnet är det i huvudsak tätbebyggt.